# Звєрев Анвар Хусаїнович
Анвар Хусаїнович Звєрев (рос. Анвар Хусаинович Зверев; нар. 19 жовтня 1920, Петроград — пом. 19 вересня 1973, Ленінград) — радянський футболіст і футбольний арбітр. Суддя всесоюзної категорії (1965), арбітр ФІФА (1968).

## Життєпис
Почав грати 1934 року в юнацькій команді «Спартака» (Ленінград). Учасник німецько-радянської війни. У 1945–1946 роках виступав за Групу радянських військ у Німеччині, 1947–1950 — «Спартак» (Ленінград), 1951–1953 — «Червона зірка» (Петрозаводськ), 1954–1955 — «Харчовик» (Калінінград).
Працював футбольним тренером. У суддівстві з 1949 року. Упродовж 1964–1968 років провів 68 матчів у вищій лізі СРСР. Чотири рази входив до списку найкращих суддів Радянського Союзу: 1964, 1965, 1966, 1967.